# Emil Mangelsdorff

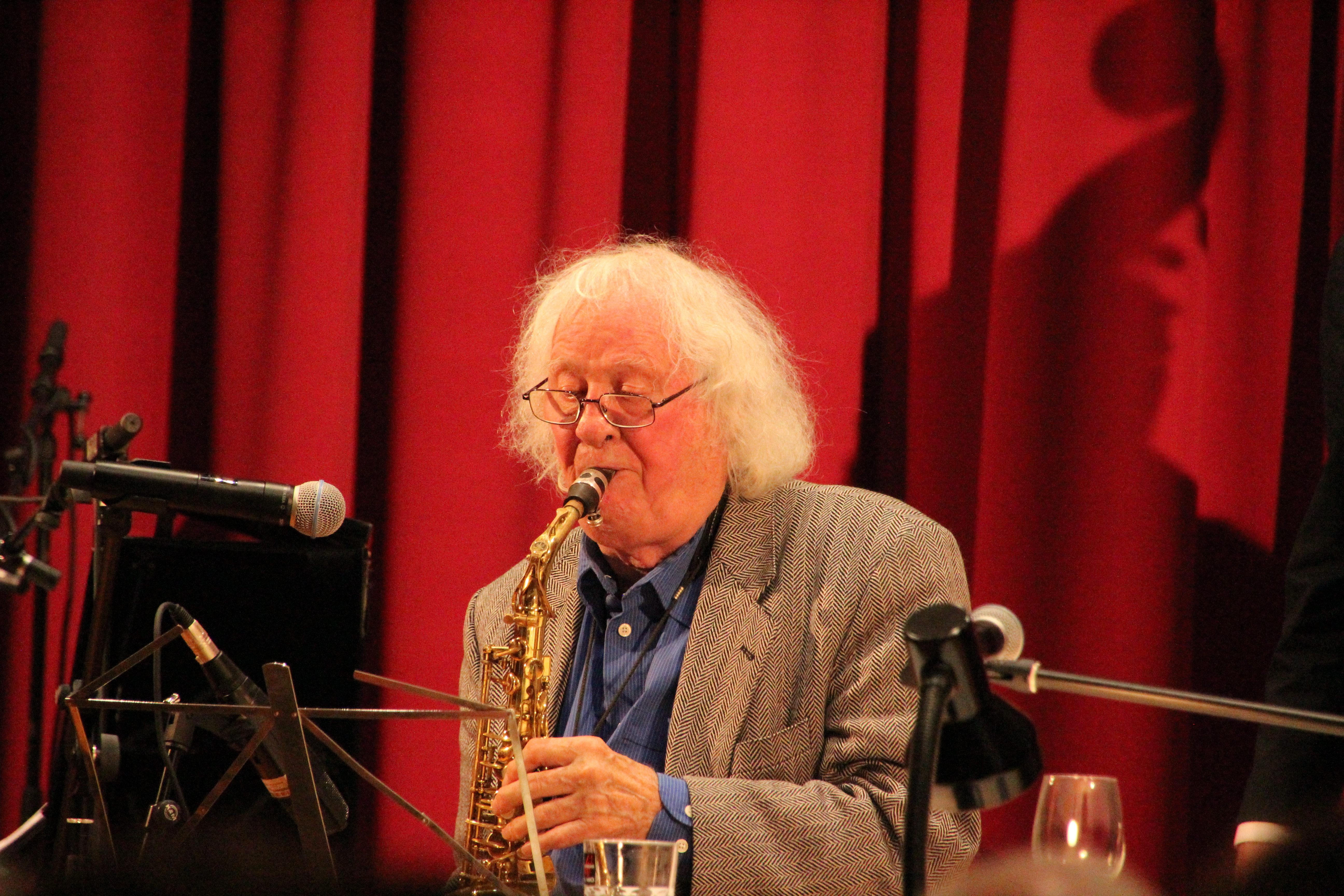
Emil Mangelsdorff (2015)

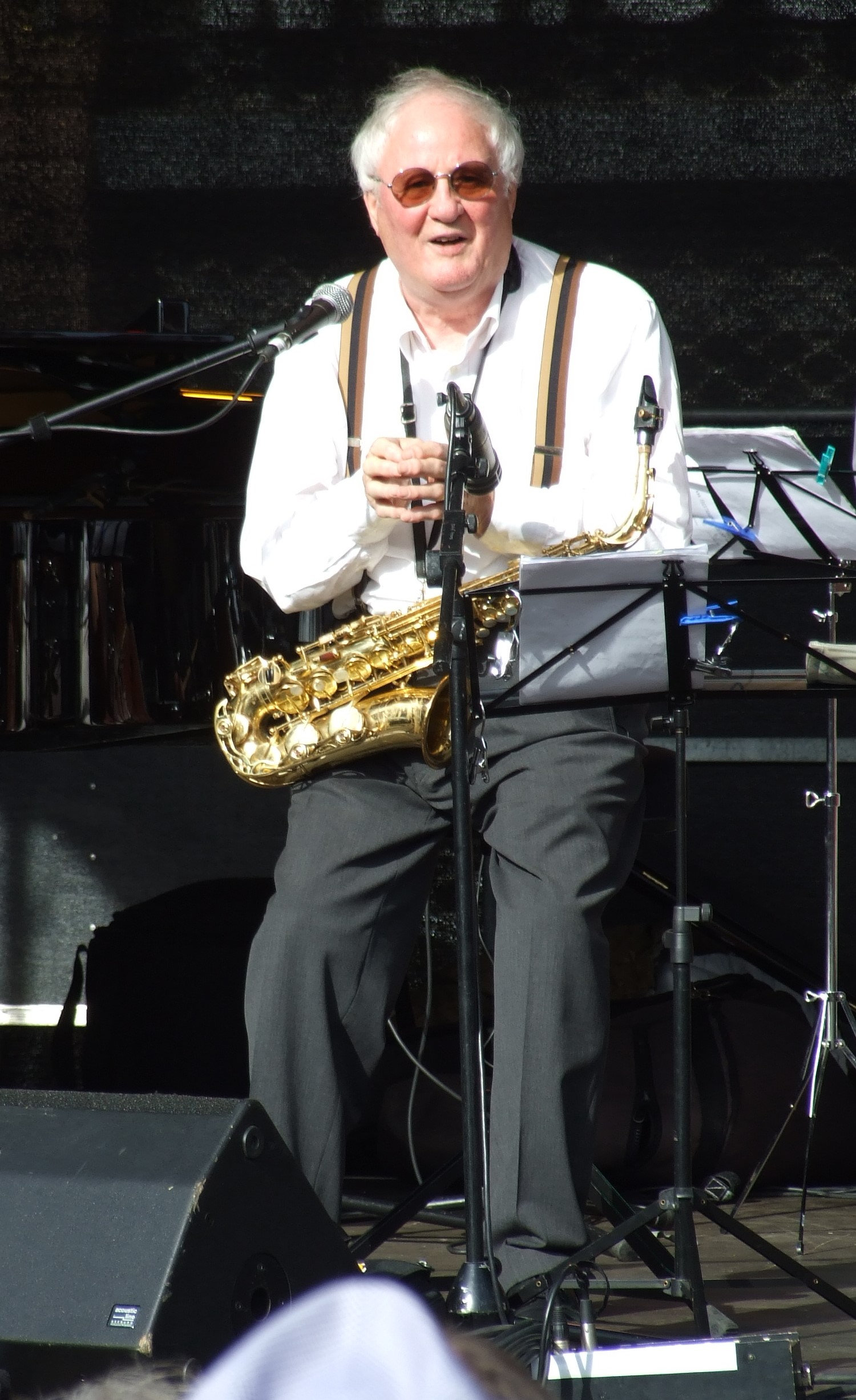
Emil Mangelsdorff (2009)

Emil Mangelsdorff (* 11. April 1925 in Frankfurt am Main; † 21. Januar 2022 ebenda) war ein deutscher Jazzmusiker (Saxophon, Flöte). Mit seinem kräftigen Alto-Ton und fein ziselierten Linien zählte er nach Martin Kunzler „zu den profiliertesten, vielseitigsten Solisten“ des deutschen Jazz. Sein jüngerer Bruder war der Jazz-Posaunist Albert Mangelsdorff (1928–2005).

## Leben und Wirken
Emil Mangelsdorff spielte zunächst Akkordeon. Als Mitglied der illegal auftretenden Frankfurter Hotclub Combo wechselte er zur Klarinette, die er von 1942 bis 1943 am Dr. Hoch’s Konservatorium in Frankfurt studierte. Aufgrund seines Eintretens für den Jazz wurde er mehrfach von der Gestapo schikaniert und Anfang 1943 verhaftet und für 14 Tage interniert. Nach Wehrmacht und Kriegsgefangenschaft schloss sich Mangelsdorff 1949 der Frankfurter Jazzszene an und spielte mit vielen unterschiedlichen Gruppierungen (zunächst bei Joe Klimm, dann bei Jutta Hipp, den Two Beat Stompers und den Frankfurt All Stars, später in eigenen Gruppen, aber auch bei Wolfgang Lauth). 1966 gründete er die Swinging Oil Drops mit Joki Freund, Volker Kriegel, Fritz Hartschuh und Günter Lenz. Nach dem Tod seiner Frau, der Sopranistin Simone Mangelsdorff, zog er sich für ein Jahr von der Szene zurück, um 1974 mit einem neuen Quartett zurückzukehren. Bert Noglik zufolge entsteht im Zusammenspiel mit seinem Quartett „eine enorme Leichtigkeit, fast so etwas wie Unbeschwertheit, ohne dabei auf die Tiefe des musikalischen Gefühls und Gedankens zu verzichten“.
Seine musikalische Entwicklung verlief parallel zu der des Jazz. War er anfangs stark von Dixieland und Swing beeinflusst, griff er auch die von den zeitgenössischen Entwicklungen des Jazz wie Bebop und Fusion ausgehenden Anregungen kreativ auf. Parallel ließ er sich auf Experimente wie Jazz & Lyrik ein. Diese persönliche Entwicklung wird durch Schallplatteneinspielungen mit seinem Quartett und seit 1958 durch die Mitgliedschaft im Jazz-Ensemble des Hessischen Rundfunks belegt, wo er eher als Solist und Ensemblespieler, weniger als Komponist hervortrat (Jürgen Schwab zufolge hat er dort weniger als zehn Kompositionen bzw. Arrangements beigesteuert). Er spielte nun vorrangig Altsaxophon, aber auch Flöte und Sopransaxophon. Im Bereich des Jazz war er laut Tom Lord zwischen 1941 und 2007 an 100 Aufnahmesessions beteiligt, zuletzt mit dem HR Jazzensemble.
Mangelsdorff war auch jazzpädagogisch tätig; von 1960 bis 1966 leitete er mit Carlo Bohländer eine Jazzklasse an der Frankfurter Jugendmusikschule und verfasste eine „Anleitung zur Improvisation für Saxophon in B“ (Mainz: Schott 1964).
Mangelsdorff begleitete auch seinen alten Weggefährten Fritz Rau auf dessen Lesereisen.
Über seine Erlebnisse in der sogenannten Swing-Jugend hat er häufig in Schulen als Zeitzeuge Auskunft gegeben. Im Frankfurter Holzhausenschlösschen hatte er seit 1995 seine eigene Konzertreihe; zum letzten Mal trat er dort – nach insgesamt 212 Auftritten – am 1. November 2021 auf.

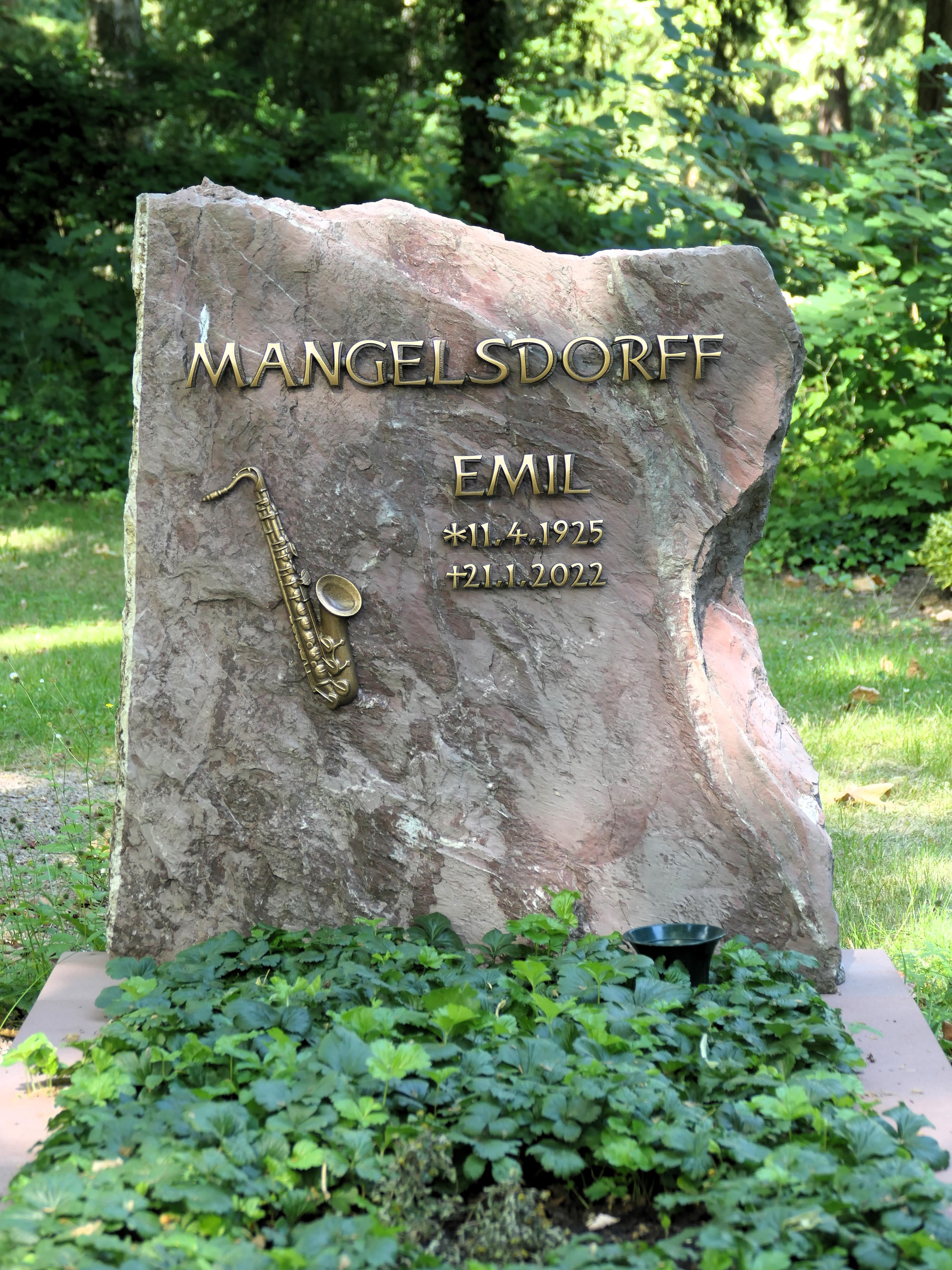
Grab von Emil Mangelsdorff auf dem Hauptfriedhof Frankfurt

Für den Film des Frankfurter Regisseurs Malte Rauch Blues March Soldat Jon Hendricks komponierte er die Filmmusik.

## Preise und Auszeichnungen

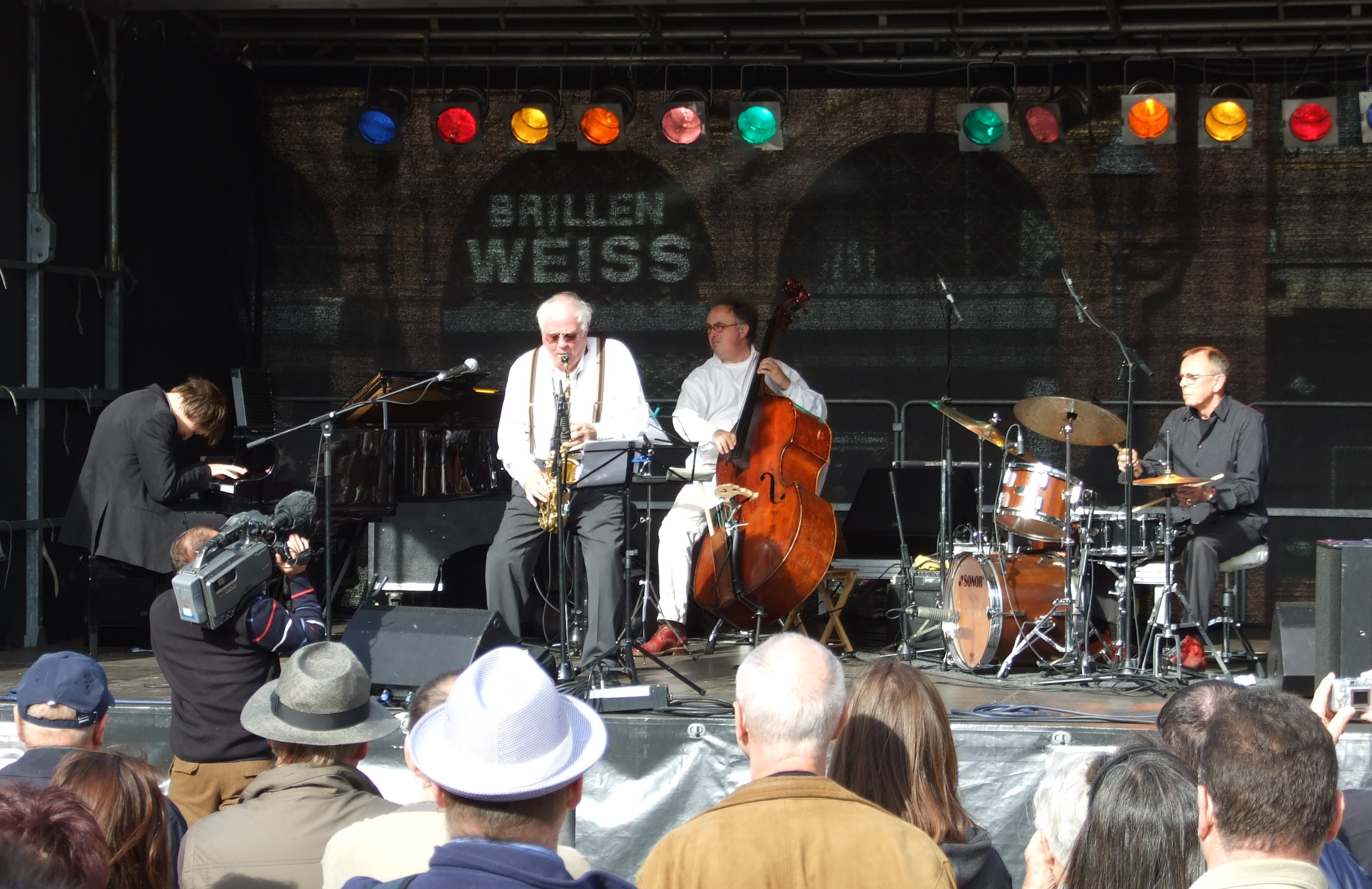
Emil-Mangelsdorff-Quartett in Frankfurt am Main, 2009

Für seine Verdienste um die Kultur in Hessen wurde Emil Mangelsdorff am 20. Januar 2006 mit der Goethe-Plakette des Landes Hessen ausgezeichnet (nachdem er die Johanna-Kirchner-Medaille (1991) und die Goetheplakette der Stadt Frankfurt am Main bereits 1995 erhalten hatte). Emil Mangelsdorff ist zudem Träger des Hessischen Jazzpreises (1995) und der Wilhelm-Leuschner-Medaille (2001), der höchsten Auszeichnung des Landes Hessen. 2008 überreichte ihm Sozialministerin Silke Lautenschläger das Verdienstkreuz 1. Klasse des Verdienstordens der Bundesrepublik Deutschland. Auf der Ronneburg wurde er zum „Ritter des Jazz“ geschlagen. Im Dezember 2015 hat der Hessische Minister für Wissenschaft und Kunst Mangelsdorff im Konzertsaal der Landesmusikakademie Hessen Schloss Hallenburg den Titel „Ehrenprofessor“ verliehen.

## Diskografische Hinweise
- Swinging Oil Drops!, bellaphon, 1966
- Emil Mangelsdorff Swingers, Old Fashion – New Sound, Europa, 1969, mit Oscar Klein, Gustl Mayer, Rolf Lüttgens, Hans Hartmann, Joe Nay
- This Side Up (Bellaphon, 1992), mit Thilo Wagner, Gerhard Bitter, Janusz Stefański
- Meditation (Bellaphon, 1995), mit Jo Flinner bzw. Bob Degen, Gerhard Bitter, Janusz Stefański sowie Attila Zoller
- Blues Forever (2007), mit Thilo Wagner, Vitold Rek, Janusz Stefański; Vierteljahresliste der deutschen Schallplattenkritik Frühjahr 2008
- Mangelsdorff & Mangelsdorff: Early Discoveries (Aufnahmen 1953–63, Jazzhaus, ed. 2016)[9]

## Lexigraphische Einträge
- Carlo Bohländer, Karl Heinz Holler, Christian Pfarr: Reclams Jazzführer. 5., durchgesehene und ergänzte Auflage. Reclam, Stuttgart 2000, ISBN 3-15-010464-5.
- Ian Carr, Digby Fairweather, Brian Priestley: Rough Guide Jazz. Der ultimative Führer zur Jazzmusik. 1700 Künstler und Bands von den Anfängen bis heute. Metzler, Stuttgart/Weimar 1999, ISBN 3-476-01584-X.
- Wolf Kampmann (Hrsg.), unter Mitarbeit von Ekkehard Jost: Reclams Jazzlexikon. Reclam, Stuttgart 2003, ISBN 3-15-010528-5.
- Martin Kunzler: Jazz-Lexikon. Band 2: M–Z (= rororo-Sachbuch. Bd. 16513). 2. Auflage. Rowohlt, Reinbek bei Hamburg 2004, ISBN 3-499-16513-9.